# GShG-7.62加特林機槍
GShG-7.62（俄語：ГШГ-7,62；出廠編號：／TKB-621；俄罗斯国防部火箭炮兵装备总局代號：，出廠批號：575）是一款由前苏联武器製造商KBP儀器設計廠所設計和生產的高轉速4槍管加特林式机枪，類似的槍械是M134“迷你砲”機槍，發射7.62×54毫米俄罗斯口徑步枪子彈。
目前它只用於機槍筴艙（例如GUV-8700）和Ka-29“卡莫夫”直升機的原型機的可轉動型槍架以上。

## 概述
GShG-7.62是一挺4槍管的高轉速加特林式机枪，使用氣動式及轉拴式槍栓操作。在1968年至1970年期間研製，並與Yak-B 12.7毫米加特林機槍一起搭載在米-24“雌鹿”攻击直升机以上，但亦可搭載在米-8“河馬”攻击直升机以上。火藥彈首發起動，發射速率為3,500—6,000發／分鐘
與其他苏联製造的加特林式机枪一樣，它是少數以内力（靠扭簧蓄力并維持自動循環）操作的加特林式机枪。唯一的缺點是消耗的彈藥非常龐大。
自2010年代後期開始，部份俄羅斯聯邦武裝力量特種作戰部隊所屬車輛亦架設了GShG 7.62機槍，用作地面支援武器。

## 資料來源
1. ↑  .   [2012-06-28]. （原始内容存档于2013-03-19）. （俄文）
2. ↑  http://forum.guns.ru/forummessage/36/622162-0.html （页面存档备份，存于） （俄文）
3. ↑  http://www.airwar.ru/weapon/guns/gshg.html （页面存档备份，存于） （俄文）
4. ↑  .   [2023-08-08]. （原始内容存档于2023-08-11）.

## 外部連結
- （英文）—Modern Firearms—The old new Gatling: M134 Minigun, M61 Vulcan, GAU-8/A Avenger and others